# خاندان حسینی قزوینی
خاندان حسینی قزوینی از خاندان‌های مشهور قزوین در طول قرون یازدهم تا سیزدهم قمری بودند.
اصل این خانواده از تبریز بوده است و جد اعلای آنان محمدفصیح بن میراولیاء نام داشت که از تبریز به قزوین کوچ کرد و اعقابش در قزوین ماندگار شدند. محمدمعصوم بن محمدفصیح (۱۰۰۷–۱۰۹۱) نخستین شخصی است که از این خاندان نام‌بردار شده است. او از علمای معروف قزوین در اواسط دوره صفوی و صاحب تالیفاتی بود. پسر او ابراهیم قزوینی از شاگردان محمدباقر مجلسی و آقا جمال خوانساری بود. او کتابخانه بزرگی داشت و به فارسی و عربی شعر می‌سرود. یکی از پسران او به نام سید احمد از طرف نادرشاه برای شرکت در شورای دشت مغان دعوت شد. پسر دیگر او سید محمدمهدی بود که در زمان حمله افغان‌ها به ایران، فتوای جهاد صادر کرد. معروف‌ترین پسر سید ابراهیم، میرحسین قزوینی است که سید محمدمهدی بحرالعلوم و میرزا ابوالقاسم قمی از او اجازه روایت داشتند. پسر میرحسین سید عبدالجواد قزوینی است که خاندان حاج‌سیدجوادی به او منتسب هستند. او از شاگردان محمدصالح برغانی قزوینی و سید محمد مجاهد بود. او دختر سید محمد مجاهد را به همسری گرفت و در ۱۲۷۸ درگذشت. نوه او سید مهدی (متوفی ۱۳۴۶ خورشیدی) نماینده قزوین در دوره چهاردهم مجلس شورای ملی و از اعضای جبهه ملی بود. از نبیرگان معروف سید عبدالجواد در دوران معاصر، احمد صدر حاج‌سیدجوادی از بنیان‌گذاران نهضت آزادی ایران و سرپرست دائرةالمعارف تشیع و کسری حاج‌سیدجوادی بنیان‌گذار مجله ادبی کِلک بودند.